# Archivio centrale di Stato della Baviera
L’Archivio centrale di Stato della Baviera (in tedesco: Bayerisches Hauptstaatsarchiv) è l'archivio centrale del Land della Baviera ed ha sede a Monaco.

## Storia
Predecessore dell'attuale istituzione fu il Regio Archivio Generale Bavarese (Königlich Bayerisches Allgemeines Reichsarchiv), che nel 1921 prese il nome attuale.

## Patrimonio

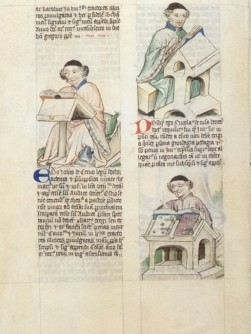
Manoscritto miniato medievale conservato nell'Archivio

In quanto archivio centrale custodisce gli atti e i documenti dell'antico Ducato di Baviera, dell'Elettorato di Baviera, del Regno di Baviera, così come dell'attuale Stato Libero di Baviera. Si tratta di atti, documenti, carte geografiche, piante architettoniche, provenienti dalle amministrazioni dell'intero territorio del Land, da quando si è iniziato a mettere per iscritto gli atti amministrativi fino ad oggi.
L'Archivio custodisce più di 3,5 milioni di "pezzi" e specificamente:
- fino all'anno 1800: 283.000 documenti, 600.000 atti e filze, 25.000 fra carte e piante, nonché  220.000 figure di sigilli e stemmi;
- dopo l'anno 1800: 5.300 documenti, 1.460.000 atti, 307.000 carte e piante, 441.000 oggetti di tipo moderno (manifesti, volantini, fotografie, illustrazioni) e 150.000 pellicole.

L'Archivio centrale di Stato della Baviera si suddivide nelle seguenti sezioni:
- Sezione I: documentazione fino al 1800;
- Sezione II: documentazione successiva al 1800;
- Sezione III: Archivio segreto di famiglia;[1]
- Sezione IV: Archivio militare;
- Sezione V: Lasciti e collezioni.